# Towerland Anglezarke
Towerland Anglezarke est un cheval de saut d'obstacles alezan monté par Malcolm Pyrah. Il a remporté de nombreuses compétitions internationales.

## Palmarès
- Vainqueur de la finale de la coupe du monde
- Gagnant de la coupe du roi à Hickstead
- Gagnant du Grand Prix d'Aix-la-Chapelle
- Gagnant du Grand Prix de Spruce Meadows
- 1981 : Médaille de bronze aux championnats d'Europe[1]
- 1988 : Participation aux Jeux olympiques de Séoul[2]

## Hommages
Il a donné son nom à un centre équestre réputé, construit par son propriétaire Tom Hunnable, qui a été démoli en 2011